# فيليب أوشس
فيليب أوشس (بالألمانية: Philipp Ochs)‏ (17 أبريل 1997 بفرتهايم آم ماين في ألمانيا - ) هو لاعب كرة قدم ألماني في مركز الهجوم. لعب مع نادي هوفنهايم.

## وصلات خارجية
- فيليب أوشس على موقع الاتحاد الأوربي (الإنجليزية)
- فيليب أوشس على موقع قاعدة بيانات كرة القدم.إي يو (الإنجليزية)
- فيليب أوشس على موقع Soccerway.com (الإنجليزية)
- فيليب أوشس على موقع عالم كرة القدم.نت (الإنجليزية)
- فيليب أوشس على موقع AS.com (الإسبانية)